# 클로렐라목
클로렐라목(Chlorellales)은 트레보욱시아강에 속하는 녹조류 목의 하나이다.

## 하위 과
- 클로렐라과 (Chlorellaceae)
- 크테노클라두스과 (Ctenocladaceae) - 현재 갈파래강 갈파래목으로 분류
- 에레모스파이라과 (Eremosphaeraceae)
- 렙토시라과 (Leptosiraceae)
- 알주머니말과 (Oocystaceae)